# دونالد بير (سياسي)
دونالد بير هو سياسي أمريكي، ولد في 9 مارس 1903 في بيتسبرغ في الولايات المتحدة، وتوفي بنفس المكان في 27 أكتوبر 1973. نشط حزبياً في الحزب الجمهوري. وقد انتخب عضو مجلس نواب بنسيلفانيا ‏.